# Rigó Jancsi
Rigó János (Pákozd, 1858. augusztus 23. – New York, New York, 1927. február 3.) az egyik legismertebb cigányprímás.

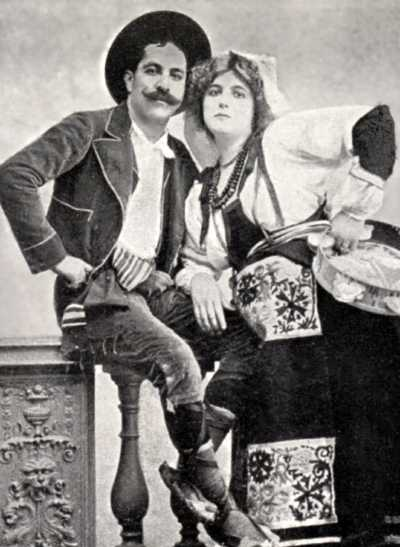
Rigó Jancsi és Clara Ward-Chimay képeslapon (1905)

## Élete
A Fejér vármegyei Pákozdon született. Ötévesen már hegedűt vett a kezébe. A tanítótól lopott húrokat hozzá, amiért az esperes kérésére bocsánatot kért. E gesztusáért nála maradhattak a számára nagy kincsek. Ezután órák hosszat gyakorolt mindennap a szabadban: az erdő, a nádas világa hálás közönség volt: egymásnak muzsikáltak.
10 éves korában a szüretet már apja bandájában muzsikálta végig. Előfordult, hogy ő volt a szólista. A falusiaknak tetszett a kis prímás. Az apja akarta tanítani, de az esperes nem engedte. Elvitte a székesfehérvári Magyar Király Kávéházban muzsikáló Simplicius Barcza Józsihoz, akit III. Vilmos király Hollandiában érdemrenddel tüntetett ki. A már világhírű prímás tehetségesnek találta a 12 éves fiút, felvette a kávéház zenekarába, igaz, csak cimbalomhordozónak. A prímás tanította meg a lelkét adni a zenéhez.
A zenekarral 15 éves korában Kaposvárig jutott. Örökölte vajda nagyapjától, zenész apjától az ősi virtust: nem alázkodik meg senki előtt. Barcza Józsi látta, milyen nagy tehetséggel van megáldva, mégis csak kontrásként játszatta a zenekarban. A lánya és Rigó Jancsi között szerelem szövődött, ami szintén szította közöttük a tüzet. Az egyre élesedő harcban Jancsi otthagyta a Magyar Király Kávéházat, és elindult szerencsét próbálni: saját zenekart szervezett.
1884-ben részese lett a történelem első kaposvári telefonbeszélgetésének, amelyre abban a magánlakásban került sor, amely Dzsida Mihály távírdafőnöké volt: ő létesített telefonkapcsolatot a városban először, méghozzá Péccsel. Erre az alkalomra mindkét városban összegyűlt egy-egy kisebb, jó hangulatú társaság, Kaposváron Simplicius és Rigó Jancsi is köztük volt, mindketten bele is hegedültek a telefonba.
Hamarosan feleségül vette a Simplicius Barcza Józsi lányát, Mariskát, de nem lett teljes a kibékülés. Az idős prímás egyre nehezebben viselte veje népszerűségét. Alig 24 évesen Jancsi újra elindult szerencsét próbálni. Két hónappal azután, hogy elhagyták Kaposvárt, már Budapesten, az Andrássy úton, a Reutter kávéházban játszottak. Jancsi ekkor már a női szíveket hódította, különösen akkor, amikor szívhez szóló, andalító, érzelmes nótákat hegedült. Nagyon tehetségesen hegedült, cigányprímásként a legkiválóbb zenészekből összeválogatott zenekarával Európa számos nagyvárosában fellépett.
1896-ban egy párizsi étteremben, a Restaurant Payard-ban játszottak, ahol jelen volt a belga Chimay herceg és fiatal felesége, egy amerikai milliomos lánya, Clara Ward, azaz Ward Klára. Az asszony beleszeretett a tüzes fekete szemű Jancsiba, elhagyta érte férjét. A szerelem kölcsönös volt, Jancsi elvált feleségétől, Barcza Mariskától. Ez annyira nagy port kavart, hogy több lap, köztük a Mikszáth Kálmán által szerkesztett Országos Hírlap is tudósított a válóperről.
1896 decemberében meglátogatta szüleit s a pákozdi elöljáróság táncvigadalmat rendezett tiszteletére.
A szerelem körülbelül tíz évig tartott, ezalatt elherdáltak több mint 8 millió dollárt. Ezután Ward Klára Nápolyban, a Vezúv lábánál faképnél hagyta Jancsit, és megszökött egy olasz pincérrel. Később feleségül ment egy jóképű olasz hotelportáshoz, de örökségéből kitagadták, ezért ezután fotómodellként tengette életét. Rigó Jancsi évekig bolyongott Európa nagyvárosaiban. 1910-ben volt felesége, Barcza Mariska megpróbálta visszacsalogatni, de Jancsinak nem volt maradása Kaposváron, mert kiutálták.
Szegényen, lezüllötten és elfeledetten halt meg Amerikában (más források szerint Fejér vármegyében). Utoljára egy levitézlett színésznővel járta a lebujokat, és hegedűjén keserves magyarnótákat játszott.

## Emlékezete

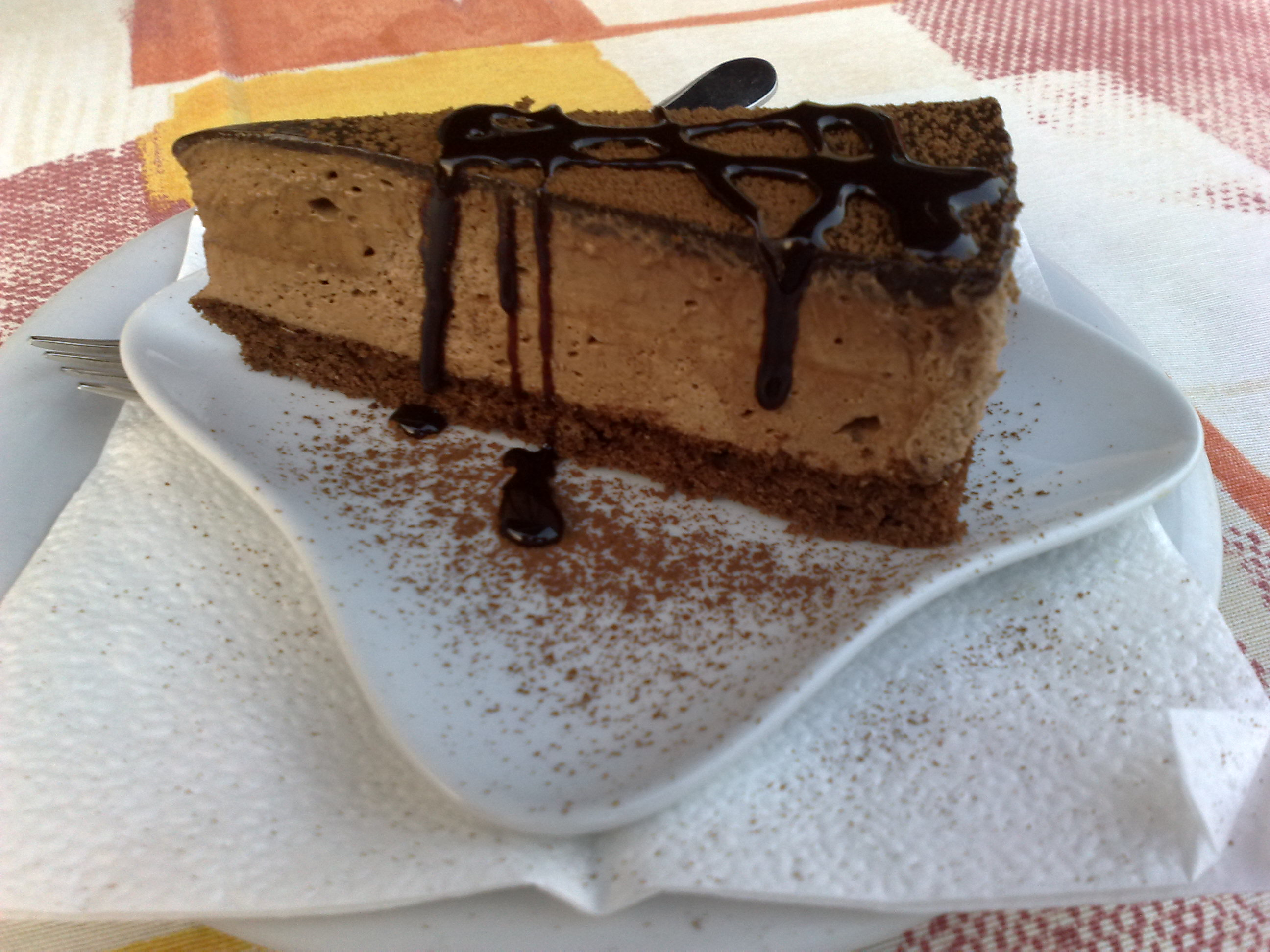
A magyar cukrászat egyik klasszikus süteménye a rigójancsi

Jancsi egy pesti cukrászdában egy csokoládés, édesen krémes süteménnyel kedveskedett szerelmének. A cukrász, aki készítette a süteményt Rigó Jancsiról nevezte el. Számítása beigazolódott, a csokoládéval leöntött és kocka alakú, a barna szín három árnyalatában pompázó tejszínhabos rigójancsi cukrászsütemény rövid idő alatt hatalmas népszerűségre tett szert. A cukrászat klasszikus készítménye lett Magyarország határain túl is.
A szerelmi történetből 1959-ben francia-magyar film készült Fekete szem éjszakája címmel, amely a XIX. századi asszonyszöktetési románcuknak állít emléket.
Egy 2004-ben létrejött angol rockzenekar is Rigo Jancsi néven fut, holott egyik tagja sem magyar származású. Honlapjukon a leírás szerint azért választották névadójukként a cigányprímást, mert szerelmének története azt üzeni számukra: a zene mindent legyőz.
2004 óta szülőfalujában, Pákozdon a születésnapjához (augusztus 23.) közeli időpontban minden évben megrendezik a róla elnevezett fesztivált prímásokkal, nótaénekesekkel, néptáncosokkal és persze a híres cukrászsüteménnyel.
2013-ban Kaposváron emléktáblát avattak tiszteletére a Kapos Hotel falán, melynek elődjében, a Korona Szállóban zenélt Rigó Jancsi, aki 15 évesen került a városba. 2016 áprilisában nagyméretű arcképe felkerült az egyik helyi járatos kaposvári buszra is.